# Venus (bài hát của Lady Gaga)
"Venus" là bài hát của ca sĩ-nhạc sĩ người Mỹ Lady Gaga từ album phòng thu thứ ba của cô, Artpop (2013).

## Xếp hạng
| Bảng xếp hạng(2013)                           | Vị trí cao nhất |
| --------------------------------------------- | --------------- |
| Úc (ARIA)                                     | 31              |
| Áo (Ö3 Austria Top 40)                        | 36              |
| Bỉ (Ultratop 50 Flanders)                     | 22              |
| Bỉ (Ultratop 50 Wallonia)                     | 11              |
| Canada (Canadian Hot 100)                     | 19              |
| Đan Mạch (Tracklisten)                        | 23              |
| Euro Digital Songs (Billboard)                | 7               |
| Phần Lan Download (Latauslista)               | 3               |
| Pháp (SNEP)                                   | 9               |
| Đức (GfK)                                     | 35              |
| Greece Digital Songs (Billboard)              | 2               |
| Hungary (Single Top 40)                       | 1               |
| Ireland (IRMA)                                | 13              |
| Ý (FIMI)                                      | 7               |
| Hà Lan (Single Top 100)                       | 30              |
| New Zealand (Recorded Music NZ)               | 20              |
| Portugal Digital Songs (Billboard)            | 8               |
| Scotland (OCC)                                | 74              |
| South Korea International Downloads (GAON)    | 4               |
| Tây Ban Nha (PROMUSICAE)                      | 1               |
| Sweden (DigiListan)                           | 7               |
| Thụy Sĩ (Schweizer Hitparade)                 | 18              |
| Anh Quốc (OCC)                                | 76              |
| Hoa Kỳ Billboard Hot 100                      | 32              |
| Hoa Kỳ Hot Dance/Electronic Songs (Billboard) | 13              |